# Йожеф Бенчич
Йожеф Бенчич (угор. Bencsics József, нар. 6 серпня 1933, Сомбатгей) — угорський футболіст, що грав на позиції нападника, зокрема, за клуб «Уйпешт», а також національну збірну Угорщини.

## Клубна кар'єра
У футболі дебютував 1951 року виступами за команду «Сомбатгей Гонвед», в якій провів три сезони. 
Наступний сезон провів в клубі «Сомбатгей Галадаш».
Своєю грою за цю команду привернув увагу представників тренерського штабу клубу «Уйпешт», до складу якого приєднався 1957 року. Відіграв за клуб з Будапешта наступні чотири сезони своєї ігрової кар'єри.
Згодом з 1961 по 1967 рік грав у складі команд «Печ», який носив різні назви і «Печ Вашуташ».
Завершив ігрову кар'єру у команді «Домбоварі» в 1968 році.

## Виступи за збірну
1957 року дебютував в офіційних матчах у складі національної збірної Угорщини. Протягом кар'єри у національній команді провів у її формі 8 матчів, забивши 1 гол.
У складі збірної був учасником чемпіонату світу 1958 року у Швеції, де зіграв проти Мексики (4-0), забивши гол і Уельсу (1-2).